# 予告犯
『予告犯』（よこくはん）は、筒井哲也による日本の漫画。『ジャンプ改』（集英社）にて、2011年から2013年9号まで連載された。単行本は全3巻（同社、ヤングジャンプコミックス改）。
2015年6月6日に生田斗真主演の映画化作品が公開された。翌6月7日からは東山紀之主演でオリジナルストーリーのテレビドラマも放送されている（WOWOW、全5回）。

## あらすじ
警視庁のネット犯罪の対策部署として設立されたサイバー犯罪対策課。ある日、動画サイトYOURTUBEに、新聞紙を頭に被った男が、某食品加工会社に放火の予告をしている動画が発見される。その後も幾度となく犯罪予告を繰り返す男。警視庁はこの男を“新聞男”と名付ける。サイバー犯罪対策課は新聞男は複数犯であると睨み、新聞男らの正体や動機を探るべく本腰を入れて調査を始めるようになる。
ネット上では通称“シンブンシ”と呼ばれることの多い新聞男。彼らは主にソーシャル・ネットワーキング・サービス（SNS）上で失言をして炎上騒ぎを起こした者に対して、犯罪予告をしてその後制裁を行っている。制裁の方法もターゲットを監禁拉致して重傷を負わせる、精神的苦痛を与える、または世間での評判を失墜させるようなケースまで様々である。また、シンブンシ一味の真似をして駅前での殺害予告を実行しようとする者が現れるなど、社会現象を巻き起こすまでなった。ネット上のユーザー投票でも徐々に支持が不支持を上回るようになり、シンブンシはカリスマ的ともいえる人気を博していく。

## 登場人物

### 予告犯グループ
ゲイツ/奥田 宏明（おくだ ひろあき）
インターネットカフェ「ピットボーイ」のフラットシート席からインターネットの動画に予告を投稿している、予告犯グループ“シンブンシ”の主犯格。元々はIT会社の派遣社員であったが不当解雇に遭い、日雇いの肉体労働を始めるようになる。その犯行動機は、自身と同じ境遇の人物の救済・啓発とともに、亡きヒョロの身元を調べるため、警察の情報力を利用するためであった。ピットボーイにヒョロ名義でカードを作り続けていたのはそのためである。設楽木の殺害失敗にあたり集団自殺を行うが、彼ひとりだけがすべての罪を背負って死亡した。作中で吉野の存在に勘づき、死亡時に吉野が携帯電話に気付くよう細工、ムービーで犯行動機を語った上でヒョロの遺骨を託した。原作では集団自殺でゲイツだけが死亡するのは一味全員で共有していたが、実写版では全員死亡することになり、実行前に「生き残ったら死んだ奴に全部押し付ける」と提案し、すべての罪を背負う方法を提示している。実写版において労働現場で語った夢は「友達が欲しい」であり、メタボの誕生日パーティー後に「みんなに会えてよかった」と語っている。
カンサイ/葛西 智彦（かさい ともひこ）
大阪出身の、長身で細身の男。音楽の道を目指してバンドを組んでいたが途中で挫折した。バンド解散の日、自殺願望の強いファンの1人から致死量20人分の青酸カリが入った銃弾のペンダントをもらったことがあり、他のメンバーに分けている。食品加工会社放火の実行犯と思われる。集団自殺では他の二人と共に睡眠導入剤で裏切りを演出し、計画通りすべての罪をゲイツに押し付けた。後に収監された刑務所での慰問において、予定されていた労働賛歌ではなくゲイツへの追悼を歌い、騒擾罪で懲役が増えている。実写版での夢は「でっかいことをしたい」であり、シンブンシとしての一連の犯行を成し遂げた後にメンバーたちに見守られながら「でっかいことやったったぞ！」と、叫んでいる。
メタボ/寺原 慎一（てらはら しんいち）
福岡出身の、小太りの男。ギャンブルにハマってしまい、家業を引き継ぐことを諦めてしまった。「SOLT BANK HAWKS」と書かれた帽子をかぶっているが、身元がバレないように途中で柄のない帽子に替えている。藤木を監禁しゴキブリを食べさせた犯人だと思われる。実写版においては最も改変されたメンバーであり、演者（荒川良々）の演技も相まって食えない人物像が作られている。実写版での夢は「回らない寿司を腹いっぱい食べたい」であり、誕生日パーティーにてスーパーの寿司をごちそうしてもらった。この時ゲイツが行ったメンバーたちを恫喝するというドッキリは、彼らが罪から逃れる下敷きを作っている。警察の事情聴取ではゲイツの支配を飄々と語るも、その目から大粒の涙を落としている。
ノビタ/木村 浩一（きむら こういち）
宮城出身の、眼鏡をかけた男。無口で女性と上手く話すことができない。高校卒業以降引きこもりだったが、父親を腎不全で亡くしたことをきっかけに実家を追い出される。犯行に対しては消極的であり、警察へ密告を行おうとしたが、メンバーの特徴を伝える前に中断する。しかしゲイツには勘づかれており、腕に半田ごてを焼き付けるという罰を受ける（睡眠導入剤を使っているため痛みはなかったと思われる）。実写版においては携帯電話で密告を行っているところ、ゲイツに見つかって中断・携帯電話を取り上げられる。しかしこの携帯電話でメタボの誕生パーティーの一部（ゲイツの恫喝の顛末のみ）がゲイツによって撮影されたため、彼らが罪から逃れるきっかけとなっている。関を監禁し肛門にバイブを挿入した実行犯と思われる。実写版における夢は「彼女を作りたい」である。行きつけのラーメン屋の看板娘であった「楓」に好意を寄せるがハッキリとした進展はなかった。

### 警察関係者
吉野 絵里香（よしの えりか）
警視庁のサイバー犯罪対策課の班長。わずか26歳で警部補に上り詰めたエリートで、シンブンシ一味の追跡に執念を燃やす。青山祐一の逮捕に際してシンブンシ一味の逮捕に失敗したとして辞職届を出したり、捜査のために高額の機械を自腹で買ったりと、本事件に非常に執着している。原作ではその出自は大きくは語られなかったが、実写版においては幼いころに凄惨ないじめを受けた背景が与えられ、自身の目的のために罪を犯すシンブンシ一味との対比がなされている。いずれにおいても、シンブンシとしての一連の犯行を成し遂げ、ヒョロの遺骨の場所まで吉野に託したゲイツに敬意を表し、ヒョロの遺骨をその父親に届ける役目を引き受けた。
岡本 大毅（おかもと だいき）
同じくサイバー犯罪対策課に所属する刑事。ITに対してはあまり明るくなく、吉野や市川に説明を受ける場面が多々ある、ある意味で最も読み手に近い人物。いわゆる人情派の刑事であるため、吉野の「それが誰かのためになるという間違いのない確信を得たとき、人は利益を超えた行動をとる」という言葉が本件の核心であることを、吉野本人よりも早い段階で察知していた。ペットの世話をネットでできることを市川から学んでおり、ITに関して全く関心がないというわけではない。また、そういった理由から、徹夜作業や長丁場を嫌っている。
市川 学（いちかわ まなぶ）
同じくサイバー犯罪対策課に所属する刑事。ITに対して明るく、予告が「ピットボーイ」で行われていることを確定させたり、逃げられたとはいえ、Wi-Fiを解析して犯行が行われた付近を特定したり、画像解析から奥田の身体的特徴を3D化させたりするなど、課の参謀として活躍している。合理主義な性格であるため、本事件は自己顕示欲の強い者による愉快犯のようなものと考えていたが、次第に矛盾を感じるようになり、その考えを改めていった。
松本 慎一（まつもと しんいち）
警視庁のサイバー犯罪対策課の課長。吉野、岡本、市川の上司に当たる。青山祐一逮捕の件では、「シンブンシ一味とは無関係だ」と主張する吉野と対立。吉野は作戦失敗の責任を取ろうと辞職願まで出すが、受理を拒否した。
新垣（あらがき）
高速隊の隊員。“湾岸の鷹”と自称するほどのドライビングテクニックを持つ。吉野に惚れ込んでいるが、名前の読み方を「にいがき」と間違えられるなど、印象が薄いようである。

### ターゲットにされた人物・企業・団体
食品加工会社
石川県K市にある食品加工業者。食中毒事件を起こし記者会見を開いたが、誠意をもった態度で会見に臨まなかった。そのためシンブンシ一味の予告ターゲットの対象となり、会社の建物を放火された。
藤木 秀也（ふじき しゅうや）
某外食店の元バイト店員。店の調理器でゴキブリを揚げるというメニューをソーシャル・ネットワーキング・サービスの日記で発表したがたちまち炎上、高校も中退した。そのためシンブンシ一味のターゲットになり、拉致された挙句ゴキブリのフライを無理やり食べさせられた。
関 修二（せき しゅうじ）
R大学の元学生。同じ大学に通う学生が性犯罪事件を起こしたことに対し、被害者の女性を侮蔑した内容のつぶやきを残し炎上した。それが原因で就職の内定取り消しを喰らったらしい。
池端 正義（いけはた まさよし）
某ネットサービス企業に勤める会社員。採用面接を受けに来た志望者を馬鹿にした内容をネット上で実況解説をしたことで、シンブンシのターゲットにされる。プラスチックのバットとはいえ、ゲイツから顔面を殴打され続けた映像を動画投稿サイトで流し続けられた。
シーガーディアン
反捕鯨運動などを行っている海外の環境保護団体。代表者はボブ・パーカーという名の64歳のカナダ人。東日本大震災の津波被害の映像を見て「天罰が下った」という内容の書き込みを行ったことで、シンブンシにサイバー攻撃の予告をされる。実写版では未登場である。
設楽木 匡志（したらぎ ただし）
現職の衆議院議員。未成年者のネット利用規制や匿名掲示板の全面規制などを掲げた法案を立ち上げた。シンブンシのターゲットとなり、殺害予告をされる。

### その他
桝山 翔太（ますやま しょうた）
栃木県U市に住む中学生。ゲームソフトの違法アップロードを行い著作権侵害の罪に問われた。
堀井（ほりい）
ゲイツが過去に勤めていたIT会社の社長。派遣社員から正社員への登用を希望したゲイツの期待を反故にした挙句、ゲイツを解雇した。
実在の人物である、株式会社ライブドアの元社長堀江貴文に酷似した風貌をしている。この件に関し、堀江は不快感を表明している。
ノモト清掃の社長と社長夫人
ビルの外壁清掃を事業とする清掃会社「ノモト清掃」を夫婦で経営している。ゲイツは以前ここで働いていたが、作業中に部屋の中を覗き見していたことでクレームを入れられ解雇された。しかし、その覗き見も犯罪予告をする上で意味のあることだった。
ヒョロ/ネルソン・カトー・リカルテ
フィリピン出身の日系人。屈託無く明るい性格で、元来会話の少ない日雇いで出会ったゲイツたちが一丸となる柱となった人物。日本人の父親を探すため腎臓を売ってまで日本にやって来た（本人は隠し続けていたが、ノビタがヒョロに腎不全の症状（体がかゆい、腎臓がある部分が傷むなど）から発症を察知したため、この経緯を話している）が、炎天下での作業中に体調不良を起こし、そのまま病死した。かつて「ピットボーイ」で働いていたことがあり、経営難で夜逃げした店長が残していった「OTPトークン」と呼ばれるセキュリティキーを「おみくじマシーン」として持ち歩いていた。この「OTPトークン」は後にシンブンシらが予告犯罪をする上で欠かせないアイテムとなる。実写版における夢は「父親に会いたい」であり、父・カトウが警察によって発見・保護されているため、対面を果たせていると思われる。
石田 清志（いしだ きよし）
ゲイツら5人が住み込みで肉体労働を行っていた際の現場監督。助け合いの精神を持たない人物。ヒョロが病死した際も全く悲しむ様子を見せず、ヒョロの死体にシャベルを投げつけ埋葬するよう指示した。その辛辣さにメタボが激昂し、最終的に殺害された。享年58。最終話にて名前が明かされる。
楓（かえで）
岩手県K市にある麺屋高村というラーメン屋で働く女性店員。ノビタにビニール傘を貸し出す。
青山祐一（あおやま ゆういち）
インターネットカフェ「ピットボーイ」で働く店員。宮城県石巻市の出身。店に訪れたゲイツを見てシンブンシの正体に気付くも、シーガーディアンへの制裁に共感し、ゲイツの逃亡の手助けをした。原作では取り調べにおいて「メシ」「トイレ」しか喋らなかったようだが、実写版においては、原作で吉野が発した「それが誰かのためになるという間違いのない確信を得たとき、人は利益を超えた行動をとる」との信念を吉野へ伝えている。

## 書誌情報
- 筒井哲也 『予告犯』 集英社〈ヤングジャンプ・コミックスΧ〉、全3巻
  1. 2012年4月15日第1刷発行（4月10日発売[集 1]）、ISBN 978-4-08-879310-8
  2. 2012年12月15日第1刷発行（12月10日発売[集 2]）、ISBN 978-4-08-879495-2
  3. 2013年9月15日第1刷発行（9月10日発売[集 3]）、ISBN 978-4-08-879680-2
- 筒井哲也 『予告犯』 集英社 〈ジャンプリミックス〉 全2巻
  1. 上巻 私刑執行人シンブンシ - 2015年6月5日発売、ISBN 978-4-08-113444-1
  2. 下巻 最後の予告 - 2015年6月12日発売、ISBN 978-4-08-113445-8

## 予告犯 -THE COPYCAT-
『予告犯 -THE COPYCAT-』（よこくはん ザ コピーキャット）は、作画：小幡文生、ストーリー協力：宝生仁海によるスピンオフ漫画である。2014年に『ジャンプ改』で連載され、同誌の休刊後は『週刊ヤングジャンプ』（同社刊）へ移籍して2015年3月から同年7月まで連載された。
「シンブンシの模倣犯（コピーキャット）を行う高校生グループ」を主役にしたサイコサスペンスである。模倣犯グループや彼らを追う刑事たちは、『予告犯』本編の登場人物と直接の接点がなく、オリジナルのシンブンシが活動を終えた後も模倣犯は独自に犯行を重ねていく。

### 書籍情報（THE COPYCAT）
- 筒井哲也（原案）・小幡文生（漫画）・宝生仁海（ストーリー協力） 『予告犯 -THE COPYCAT-』 集英社〈ヤングジャンプコミックス〉、全3巻
  1. 2015年4月22日第1刷発行（4月17日発売[集 4]）、ISBN 978-4-08-890036-0
  2. 2015年5月24日第1刷発行（5月19日発売[集 5]）、ISBN 978-4-08-890169-5
  3. 2015年8月24日第1刷発行（8月19日発売[集 6]）、ISBN 978-4-08-890294-4

## 予告犯 -THE CHASER-
『予告犯 -THE CHASER-』（よこくはん ザ チェイサー）は、久麻當郎によるスピンオフ小説である。2015年に集英社（JUMP j BOOKS）から刊行された。
吉野絵里香と警視庁サイバー犯罪対策課のその後の活躍を描く。

### 刊行情報
- 筒井哲也（原作）、久麻當郎（小説） 『予告犯 -THE CHASER-』  集英社 〈JUMP j BOOKS〉 全1巻
  - 2015年5月19日発売、ISBN 978-4-08-703363-2

## 映画
2015年6月6日公開。主演は生田斗真で、監督は中村義洋が務める。共演者は戸田恵梨香など。

### キャスト（映画）
- 奥田 宏明 / ゲイツ - 生田斗真
- 吉野 絵里香 - 戸田恵梨香（幼少期：長木玲奈）
- 葛西 智彦 / カンサイ - 鈴木亮平
- 木村 浩一 / ノビタ - 濱田岳
- 寺原 慎一 / メタボ - 荒川良々
- ネルソン・カトー・リカルテ / ヒョロ - 福山康平[6]
- 岡本 大毅 - 宅間孝行
- 市川 学 - 坂口健太郎
- 青山 祐一 - 窪田正孝
- 楓 - 小松菜奈
- 石田 清志 - 仲野茂
- 岩渕 颯太 - 輝山立
- 西 啓吾 - 北本哲也
- 田端 正義 - 細田善彦
- 金子 - 小松利昌
- 馬渕 - 増岡裕子
- 北村 - 田中圭
- 栗原 - 滝藤賢一
- 加藤 - 本田博太郎
- 設楽木 匡志 - 小日向文世
- ハローワーク職員 - 野間口徹
- 年配の労働者 - 村松利史
- 手配師の男 - 中村ゆうじ
- イベントの司会者 - ブラザートム
- レッドクァンタムのCMモデル - 菜々緒
- 副総監 - 名高達男
- 逆ギレ会見の男 - 山中茂樹
- 記者 - 池田宜大
- 厚木店店長・保田 - 沖田裕樹
- 面接を受けている男 - 眼鏡太郎
- IT会社社員 - 品田裕介、増井剛、小久保寿人、竹倉愛
- 新宿店店長 - 松下貞治
- 偽シンブンシ - 永嶋柊吾
- テレビのアナウンサー - 高畑百合子、岡田泰典、秋沢淳子
- 設楽木の秘書 - 出合正幸
- トラックの運転手 - 仁科貴
- 刑事 - 宮本大誠、田中登志哉
- 公安部 - 島津健太郎、小沼傑
- 救急病院の受付 - 重田千穂子
- 親方風の男 - 長野克弘
- 警察病院の看護婦 - 藤本静
- レッドクァンタムCMナレーション - 増田晋
- コンパニオン - 木下彩

### スタッフ（映画）
- 監督 - 中村義洋
- 原作 - 筒井哲也
- 脚本 - 林民夫
- 音楽 - 大間々昂
- 企画・プロデュース - 平野隆
- プロデュース - 武田吉孝
- プロデューサー - 辻本珠子、久保田修
- 共同プロデューサー - 福島聡司、八尾香澄
- アソシエイトプロデューサー - 小野原正大、渡辺信也、辻有一、樋口慎祐
- ラインプロデューサー - 宿崎恵造
- 撮影 - 相馬大輔
- 美術 - 清水剛
- 照明 - 佐藤浩太
- 録音 - 松本昇和
- 編集 - 松竹利郎
- 装飾 - 岩井健志
- スタイリスト - 小林身和子
- ヘアメイク - 酒井夢月
- VFXスーパーバイザー - 村上優悦
- スクリプター - 小林加苗
- 助監督 - 佐和田恵
- 制作担当 - 村松大輔
- 配給 - 東宝
- 制作プロダクション - WOWOW FILMS、C&Iエンタテインメント
- 製作幹事 - TBSテレビ、WOWOW
- 製作 - 映画「予告犯」製作委員会（TBSテレビ、WOWOW、ジェイ・ストーム、電通、CBCテレビ、C&Iエンタテインメント、毎日放送、ジェイアール東日本企画、東宝、TCエンタテインメント、日本出版販売、RKB毎日放送、北海道放送）

#### 興業収入
2015年6月6日に、全国321スクリーンで公開され、動員14万4,631人、興収1億9,907万5,100円を記録。その後もリピーターが続出。興行収入13.1億円を突破した。

### リリース
- Blu-ray、DVD[8]
  - 発売日：2015年12月4日（金）
  - 豪華版Blu-ray
  - 豪華版DVD
  - 通常版Blu-ray
  - 通常版DVD
  - 発売・販売元：TCエンタテインメント

### テレビ放送
2017年1月9日26:05 - 28:00（1月10日2:05 - 4:00。JST）に、TBSで地上波初放送された。

## テレビドラマ
『予告犯 -THE PAIN-』（よこくはん ザ ペイン）のタイトルで、2015年6月7日から7月5日まで、全5話がWOWOWの『連続ドラマW』で放送された。主演は東山紀之。映画版から1年後を描いたオリジナルストーリーで、原作者の筒井哲也がストーリー監修を行っている。映画版の監督中村義洋が本作品でも監督も務め、戸田恵梨香が映画版と同じ役で出演する。

### キャスト（ドラマ）
シンブンシ
一年前（映画版）のシンブンシの模倣犯。そのため、メンバーは異なる。なお、第一話の佐久間により、シンブンシの模倣犯は後をたたないことが語られており、このメンバーは、その一角にすぎない。
佐久間英司 - 東山紀之
リーダー。西東京地裁 刑事4部 裁判長。
水谷健 - 桐谷健太
ウェブライター。冤罪の痴漢事件で執行猶予中。
田渕勇三 - 橋本さとし
拘置所の刑務官。
沖菜啓子 - 市川実日子
メンバー中での紅一点。

警視庁サイバー犯罪対策課
吉野絵里香 - 戸田恵梨香
室長。映画と同じ役柄で登場する。
矢崎慎太郎 - 大西信満
刑事。
金子 - 小松利昌
捜査員。映画と同じ役柄で登場する。
佐古田 - 松林慎司
捜査員。映画と同じ役柄で登場する。

公開裁判被告人
箕輪凜花 - 樋井明日香
第1回公開裁判被告人。
河原将司 - 池田成志
第2回公開裁判被告人。
鴨下樹理 - 朝倉あき
第3回公開裁判被告人。
林田龍雄 - 郭智博
第4回公開裁判被告人。

萩原孝一 - 三浦誠己
囚人。
平沢篤 - 田中隆三
弁護士。
垣根 - 津村知与支
判事。佐久間の部下。
新谷昴 - 森岡龍
新人判事。佐久間の部下。
林田雄次 - 光石研
元神奈川県警 警部補。龍雄の父親。
花山徹 - 村井國夫
最高裁事務総長。

### スタッフ（ドラマ）
- 原作・ストーリー監修 - 筒井哲也
- シリーズ構成 - 中村義洋
- 監督 - 中村義洋、平林克理、佐和田惠
- 脚本 - 林民夫、田中洋史
- 音楽 - 大間々昂
- プロデュース - 植田春菜
- ラインプロデューサー - 佐藤幹也
- 制作プロダクション - ツインズジャパン
- 製作著作 - WOWOW

### リリース（ドラマ）
- Blu-ray BOX、DVD BOX 発売日：2015年12月4日（金）、発売・販売元：TCエンタテインメント[10]

### 放送日程（ドラマ）
| 放送回     | 放送日  | 脚本     | 監督     |
| ---------- | ------- | -------- | -------- |
| CASE ＃1   | 6月7日  | 林民夫   | 中村義洋 |
| CASE ＃2   | 6月14日 | 田中洋史 | 平林克理 |
| CASE ＃3   | 6月21日 | 田中洋史 | 佐和田惠 |
| CASE ＃4   | 6月28日 | 田中洋史 | 平林克理 |
| FINAL CASE | 7月5日  | 田中洋史 | 平林克理 |

| WOWOW 日曜オリジナルドラマ 連続ドラマW | WOWOW 日曜オリジナルドラマ 連続ドラマW | WOWOW 日曜オリジナルドラマ 連続ドラマW |
| 前番組                                 | 番組名                                 | 次番組                                 |
| -------------------------------------- | -------------------------------------- | -------------------------------------- |
| テミスの求刑 （2015.5.10 - 5.31）      | 予告犯 -THE PAIN- （2015.6.7 - 7.5）   | 死の臓器 （2015.7.12 - 8.9）           |

## 朗読劇
『配信朗読劇 『予告犯』』のタイトルで、2018年9月13日から9月23日（21日休演）まで、全20回が東京・あうるすぽっとで上演された。

### キャスト（朗読劇）
水谷あつしのみ全公演出演、他はダブルキャスト。
ゲイツ
- 有澤樟太郎（16・18・19・23日）
- 黒羽麻璃央（13日・14日・20日）
- 佐伯大地（16日・17日・22日・23日）
- 松島庄汰（15日・17日・19日）

カンサイ
- 川村陽介（13日・14日・20日）
- 鯨井康介（22日・23日）
- 陳内将（15日･16日・17日・19日）
- 藤田玲（16日・18日・19日・23日）

メガネ
- 百瀬朔（16日・17日・22日・23日）
- 村田恒（16日・18日・19日・23日）
- 三原大樹（15日・17日・19日）
- 渋谷圭亮（13日･14日･20日）

刑事
- 伊藤裕子（13日・14日・20日）
- 櫻井淳子（16日・18日・19日・23日）
- 高垣彩陽（5日・17日・19日）
- 朴璐美（16日・17日・22日・23日）

刑事（全公演出演）
- 水谷あつし

### スタッフ（朗読劇）
- 原作 - 「予告犯」筒井哲也(集英社ヤングジャンプコミックス刊)
- 脚本 - 矢島正雄、谷碧仁（劇団時間制作）
- 演出 - 丸尾丸一郎（劇団鹿殺し）